# ロシアの皇太子

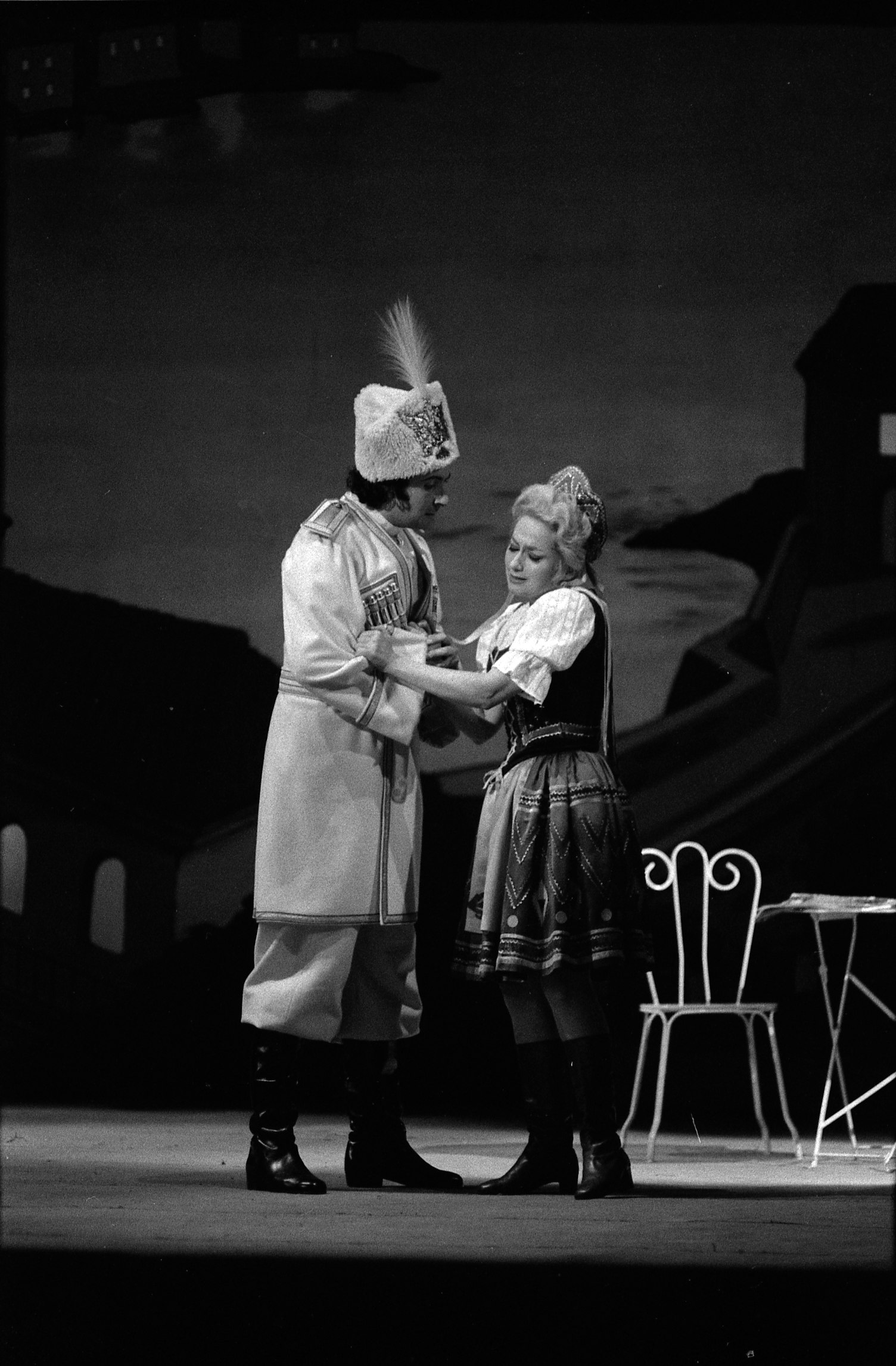

『ロシアの皇太子』（ドイツ語: Der Zarewitsch）は、1927年2月21日にベルリンのドイツ芸術歌劇場（Deutsches Künstlertheater Berlin）で初演されたフランツ・レハール（Franz Lehár）作曲の全3幕のオペレッタ。 「微笑みの国」や「ジュディッタ」などと並んで、レハール晩年のオペレッタにしばしば見られるバッド・エンドのオペレッタである。オペレッタの台本はハインツ・ライヒェルト（Heinz Reichert）、及びベーラ・イェンバッハ（Bela Jenbach）による。
原作はポーランドの女流作家ガブリエラ・ザポルスカ（Gabriela Zapolska）の戯曲「ロシアの皇太子」で、ピョートル大帝の名で知られる初代ロシア皇帝ピョートル1世（Пётр I Алексеевич）の長男アレクセイ・ペトロヴィチ（Алексей Петрович）の人生をモデルとしたものである。1917年にラオウル・アスラン（Raoul Aslan）主演による舞台を見たレハールは一目でその題材に惚れ込み、1924年、「パガニーニ」を作曲する傍ら、「ロシアの皇太子」の作曲に着手した。その後、台本の内容に難色を示したレハールは作曲を一時中断するが、紆余曲折を経て、1926年にスコアが完成。1927年2月21日の初演では、レハール自身が指揮し、リヒャルト・タウバー（Richard Tauber）がタイトルロールを歌い大喝采を浴びた。

## 構成
全3幕
- 時・場所: 19世紀末。サンクトペテルブルクおよびナポリ
- 第1幕 皇帝宮殿の一室
- 第2幕 皇太子宮殿の部屋
- 第3幕 ナポリ

## 登場人物
ロシアの皇太子（テノール）
過去の恋愛のトラウマで女嫌いに。ソーニャにはアレクセイの愛称「アリョーシャ」と呼ばれる。
ソーニャ（ソプラノ）
踊り子。皇太子に想いを寄せるが、身分違いに悩む。
大公（バリトンあるいはバス）
皇太子の叔父。皇太子の女嫌いを直すため、宰相と謀り男装したソーニャを皇太子に近づける。
宰相（台詞のみ）
皇太子の女嫌いを直すため、大公と謀り男装したソーニャを皇太子に近づける。
イワン（テノールあるいはバリトン）
皇太子の従者。皇太子とソーニャの逃避行に随従する。
マーシャ（ソプラノ）
イワンの妻。夫とともに皇太子とソーニャの逃避行に随従する。

## あらすじ

### 第1幕 皇帝宮殿の一室
ロシアの皇太子アリョーシャは、過去の恋愛で傷ついた経験から女嫌いを通していて、近頃は衆前に顔も見せないような有様だった。従者のイワンはそんな皇太子の気持ちを気遣い、小間使いのマーシャと婚約したことを隠しながら仕えている。
そんな皇太子の様子を心配した大公と宰相は一計を案じ、身分の低い踊り子のソーニャを男装させて皇太子に近づけ、皇太子に再び女性への興味を持たせようと計画する。皇太子は送られてきたソーニャが女性であることをすぐに見破り追い返そうとするが、「計画にまんまと乗せられたフリをして、大公と宰相に一泡ふかせてやりましょう」というソーニャの持ちかけに興が沸き、ソーニャを愛人にしたフリをする。すぐに二人は本当に愛し合う仲となるが、ソーニャは「いつまでこの関係が続くのだろうか」と、身分違いの恋に悩む。

### 第2幕 皇太子宮殿の部屋
そんな中、女嫌いもすっかり治り元気を取り戻した皇太子に軍隊への復帰が命じられる。皇太子はソーニャに「共に赴任地へ行こう」と告げ、二人は芝居ではない真実の愛を確かめ合う。結婚を隠す必要のなくなったイワンとマーシャを連れて、皇太子は意気揚々と赴任地へ向かう。
赴任地で幸せに過ごす皇太子とソーニャの元に大公と宰相が現れる。大公と宰相は、皇太子に許婚との結婚話が持ち上がっていることを告げ、ソーニャに対しては偽装恋愛の計画を皇太子に明かし、皇太子と別れるよう脅迫し、無理矢理承諾させる。ソーニャが送り込まれたいきさつを聞いた皇太子は激怒し、必死に真実の愛を訴えるソーニャを尻目に大公と宰相に結婚話を承諾すると告げる。
大公と宰相が去った後、大笑いをする皇太子。泣き崩れて混乱するソーニャに「芝居には芝居で返したまで」と告げる。激怒して結婚話を承諾したのは、大公と宰相を欺く皇太子の芝居だったのだ。皇太子はイワン、マーシャを連れ、皇太子の真実の愛を知り安心するソーニャとともに南方へと逃れ去る。大公や宰相は必死に皇太子の行方を捜すが見つからない。やがて宮廷に皇太子から、「皇位継承権を放棄する」という手紙が届き、それを読んだ皇帝は怒り狂う。

### 第3幕 ナポリ
幸せな日々を過ごす皇太子たちの元に大公が現れ、皇帝が崩御したとの知らせをもたらす。皇太子は即位を辞退するが、ソーニャは「今度は国民を幸せにしてあげて」と皇太子に帰国を促す。皇太子は「君も一緒に来てくれるかい？」とソーニャに確かめるが、「皇帝としての政務が落ち着いたら……」と言葉を濁すソーニャ。皇太子の出発を見送るソーニャは、潔く身をひく決意を固めていた。
皇太子と別れる悲しみをぐっと堪え、「なぜ春には五月が一度しかないのかしら、なぜ愛はこんなにも早く過ぎ去ってしまうのかしら」とソーニャはつぶやくのであった……。

## 著名な曲
- 第一幕
  - アリア「私を愛し　求めてくれる男性にきっと巡り会える」（ソーニャ）
  - アリア「ヴォルガの歌」（皇太子）
  - 二重唱「シャンパンは炎の酒　飲んだら体に火がつく」（皇太子&ソーニャ）
- 第二幕
  - 二重唱「僕のそばにいておくれ」（皇太子&ソーニャ）
  - 二重唱「君は僕のものだ　キスしておくれ」（皇太子＆ソーニャ）
- 第三幕
  - アリア「なぜ春には五月が一度しかないのかしら」（ソーニャ）

## 編曲
作・編曲家の鈴木英史によって吹奏楽編成用のセレクションが作られ、日本のアマチュア吹奏楽界で人気を呼んでいる。